# Брайсон, Билл
Уильям «Билл» Макгуа́йр Бра́йсон (англ. William "Bill" McGuire Bryson [ˈwɪliəm məˈɡwaɪər ˈbraɪsən]; род. 8 декабря 1951[…], Де-Мойн, Айова, США) — американский писатель, многие книги которого стали бестселлерами.

## Карьера
Родился в США, однако большую часть времени проживал в Северном Йоркшире (Англия).
В 1995 году, вернувшись в США, Брайсон решил пройти по Аппалачской тропе. О своих впечатлениях он написал книгу «Затерявшийся в дебрях» (другой вариант перевода: «Прогулка по лесам»). В 2015 году книга была экранизирована.
В 2003 году Брайтон вернулся в Англию. В настоящий момент[когда?] проживает в Норфолке.
Известен своими юмористическими книгами о путешествиях, английском языке и науке.
В 2005 году получил Премию Декарта (2005) за книгу «Краткая история почти всего на свете».
C 2005 года по 2011 год был канцлером Даремского университета.

## Сочинения
- The Lost Continent: Travels in Small-Town America (1989)
- The Mother Tongue: English & How It Got That Way (1990)
- Bryson’s Dictionary for Writers and Editors (1991, 1994, 2008)
- Neither Here Nor There (1991)
- Notes from a Small Island (1995)
- Made in America (1998)
- A Walk in the Woods: Rediscovering America on the Appalachian Trail (1998)
- Notes from a Big Country (1999)
- Down Under (2000)
- African Diary (2002)
- Bryson’s Dictionary of Troublesome Words (2002) (ранее издан как The Penguin Dictionary of Troublesome Words (1984), The Facts on File Dictionary of Troublesome Words (1984), The Facts on File Dictionary of Troublesome Words (дополненное издание, 1987), Troublesome Words (1997))
- A Short History of Nearly Everything (2003)
- The Life and Times of the Thunderbolt Kid (2006)
- Shakespeare: The World as Stage (2007)
- At Home: A Short History of Private Life (2010)
- One Summer: America, 1927 (2013)
- The Road to Little Dribbling: More Notes From a Small Island (2015)

### Переводы на русский язык
- Брайсон Б. Путешествия по Европе / пер. с англ. Кролик Н.. — М.: Гелеос, 2005. — 267 с. — (Geleos : 100 % бестселлер). — ISBN 5-8189-0445-8.
- Брайсон Б. Краткая история почти всего на свете / пер. с англ. В. П. Михайлова. — 2-е изд., испр. и доп. — М.: Гелиос, 2007. — 573 с. — ISBN 5-8189-0789-9.
- Брайсон Б. Остров её Величества: маленькая Британия Большого Мира = Notes from a Small Island / пер. с англ. Г. Соловьёвой. — М., СПб.: Эксмо, Мидгард, 2008. — 350 с. — (Биографии Великих Стран (БВС)). — ISBN 978-5-699-30482-0.
- Брайсон Б. Страна Дяди Сэма. Привет, Америка! = Notes from a Big Country / пер. с англ. Е. Габитбаевой. — М., СПб.: Эксмо, Мидгард, 2009. — 415 с. — (Биографии великих стран : БВС). — ISBN 978-5-699-34020-0.
- Брайсон Б. 100% Америка, или Как я стал мужчиной = The Life and Times of the Thunderbolt Kid / пер. с англ. В. Михайлова. — М.: Geleos Publishing House, 2010. — 316 с. — ISBN 978-5-412-00050-3.
- Брайсон Б. Сделано в Америке = Made in America / пер., коммент. В. Шейнкера. — М.: Центр книги Рудомино, 2013. — 511 с. — ISBN 978-5-7380-0410-0.
- Брайсон Б. Краткая история быта и частной жизни = At Home: A Short History of Private Life / пер. с англ. Т. Трефиловой. — М.: АСТ, 2014. — 637 с. — ISBN 978-5-17-083335-1.
- Брайсон Б. Шекспир. Весь мир — театр = Shakespeare: The World as Stage / пер. с англ. А. Николаевской. — М.: Центр книги Рудомино, 2014. — 319 с. — ISBN 978-5-00087-028-0.
- Брайсон Б. Краткая история быта и частной жизни = At Home: A Short History of Private Life / пер. с англ. Т. Трефиловой. — М.: АСТ, 2016. — 637 с. — (Цивилизация: рождение, жизнь, смерть). — 2000 экз. — ISBN 978-5-17-099180-8.
- Брайсон Б. Прогулка по лесам = A Walk in the Woods: Rediscovering America on the Appalachian Trail. — М.: Э, 2016. — 366 с. — (На грани возможного. Дикие истории экстремальных путешествий). — 7000 экз. — ISBN 978-5-699-85027-3.